# توم سكوت (لاعب كرة قدم كندية)
توم سكوت (بالإنجليزية: Tom Scott)‏ هو لاعب كرة قدم كندية أمريكي، ولد في 19 نوفمبر 1951 في أوكلاند في الولايات المتحدة.

## وصلات خارجية
- توم سكوت على موقع JustSportsStats.com (الإنجليزية)